# Diderik van Horbarg
Diderik van Horbarg, né le 21 juin 1752 à Katwijk et mort le 7 décembre 1825 à La Haye, est un homme politique néerlandais.

## Biographie
Tout d'abord officier de marine, Van Horbarg rachète une scierie dans le village de Gelkenes en Hollande en 1775 et entre dès l'année suivante au vroedschap de Schoonhoven. Dans les années 1780, il soutient le mouvement des patriotes bataves. Il perd toutes ses fonctions politiques en septembre 1787 après la restauration orangiste.
Le 27 janvier 1796, il est élu député de Schoonhoven à la première assemblée nationale batave. Le 15 mars, il est désigné membre de la commission constitutionnelle. Il siège du côté des unitaristes, tout en restant modéré. Il est réélu en août 1797 mais, de plus en plus modéré, il est arrêté lors du coup d'État unitariste du 22 janvier 1798 et enfermé à la Huis ten Bosch. Il est libéré le 14 juillet 1798. Il est alors élu député au Corps législatif batave mais son élection est invalidée car son nom ne figurait pas au registre des électeurs.
Le 4 juin 1802, il est nommé membre de l'administration du département de la Hollande. En octobre 1803, Van Horbarg entre au comité des surintendants des rivières de la République batave. Louis Bonaparte, roi de Hollande, le nomme assesseur de la préfecture de l'Amstelland. Après l'annexion de la Hollande à la France en 1810, Napoléon Ier le nomme au conseil de préfecture du département du Zuyderzée.
Après la libération des Pays-Bas, Guillaume Ier le nomme le 29 août 1814 aux États provinciaux et au conseil exécutif de la Hollande.